# Houbenhof

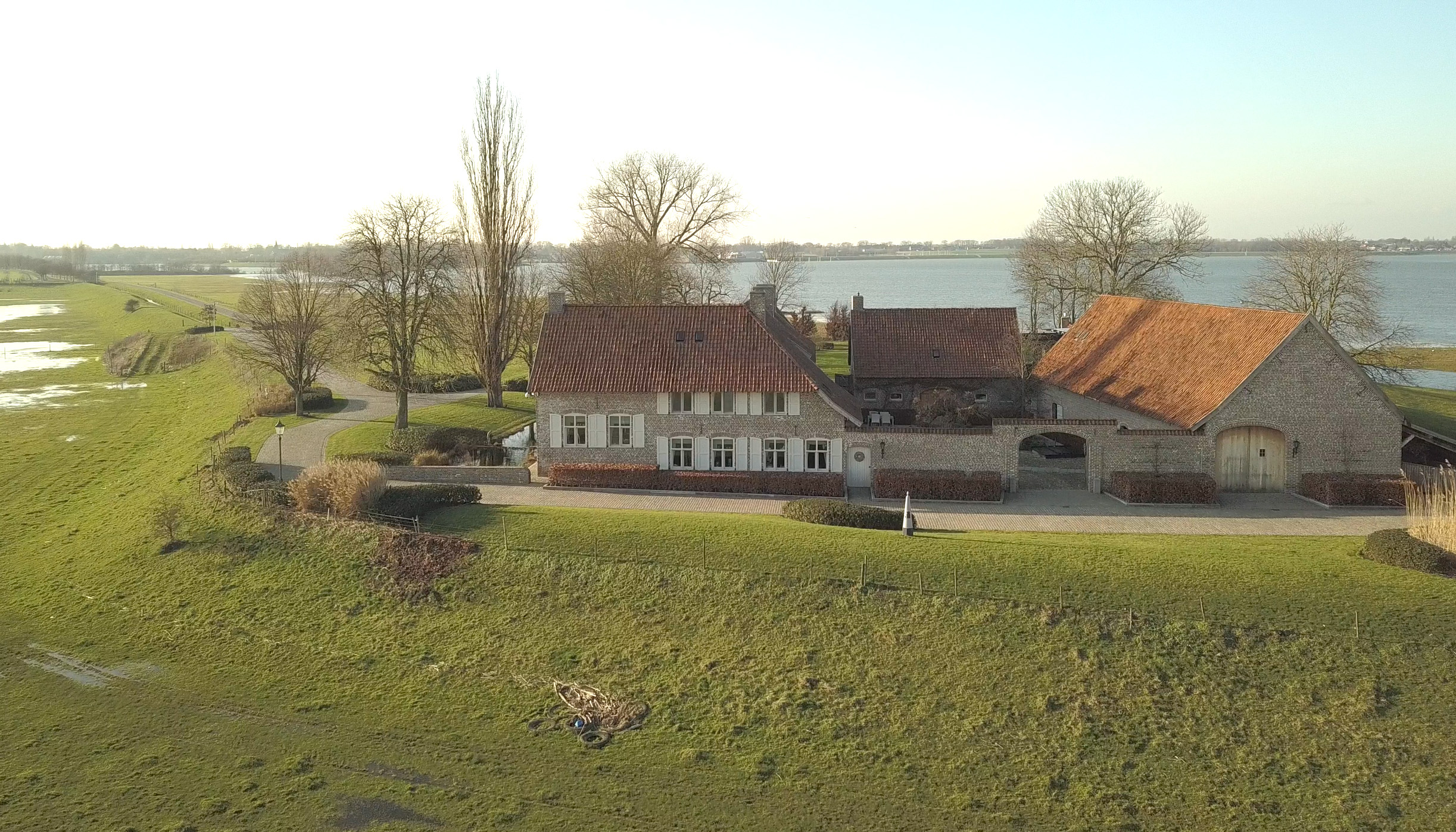
Hoeve Houbenhof in februari 2018

Het Houbenhof is een historisch herenhuis in Kessenich, gelegen te Aan de Maas 1.
De hoeve werd gebouwd op een natuurlijke hoogte aan de oever van de Maas, zodat ze beveiligd was tegen overstromingen. Ze diende tevens als veerhuis en herberg: er was tot omstreeks 1950 een veerpont naar Stevensweert.

## Geschiedenis
De stichting van de Houbenhof is waarschijnlijk terug te voeren tot de verovering van de vesting Stevensweert door Frederik Hendrik in 1632. De Spanjaarden heroverden de plaats en verbonden deze via een schipbrug met de linkeroever van de Maas. Daar wilden zij twee redoutes bouwen, waarvan er mogelijk slechts één werd gerealiseerd. In koopakten uit 1664 werd toen reeds melding gemaakt van een stuk grond, gekocht door Aert Houben in 1660. In 1681 was reeds sprake van een herberg.
Einde 17e eeuw verdween de schipbrug, en werd weer een veerdienst ingesteld. Het recht op overvaart werd verpacht aan de familie Houben.
Het huidige gebouw dateert waarschijnlijk voornamelijk uit de 18e eeuw. Een -niet meer aanwezige- gevelsteen toont het jaartal 1759. In 1810 werd dwars hierop een opkamer gebouwd, nadat ook in 1804 reeds een verbouwing had plaatsgevonden.
Vlak bij de hoeve bevindt zich grenspaal 124, die de Belgisch-Nederlandse grens markeert en in 1843 werd opgericht. Ook zijn er een aantal stenen grenspalen neergezet, die afkomstig zijn uit het gebied dat door ontgrinding werd aangetast: De hoeve ligt tegenwoordig ingeklemd tussen de Maas en een grote waterplas, en kan alleen via een landtong naar Ophoven worden bereikt.

## Externe link

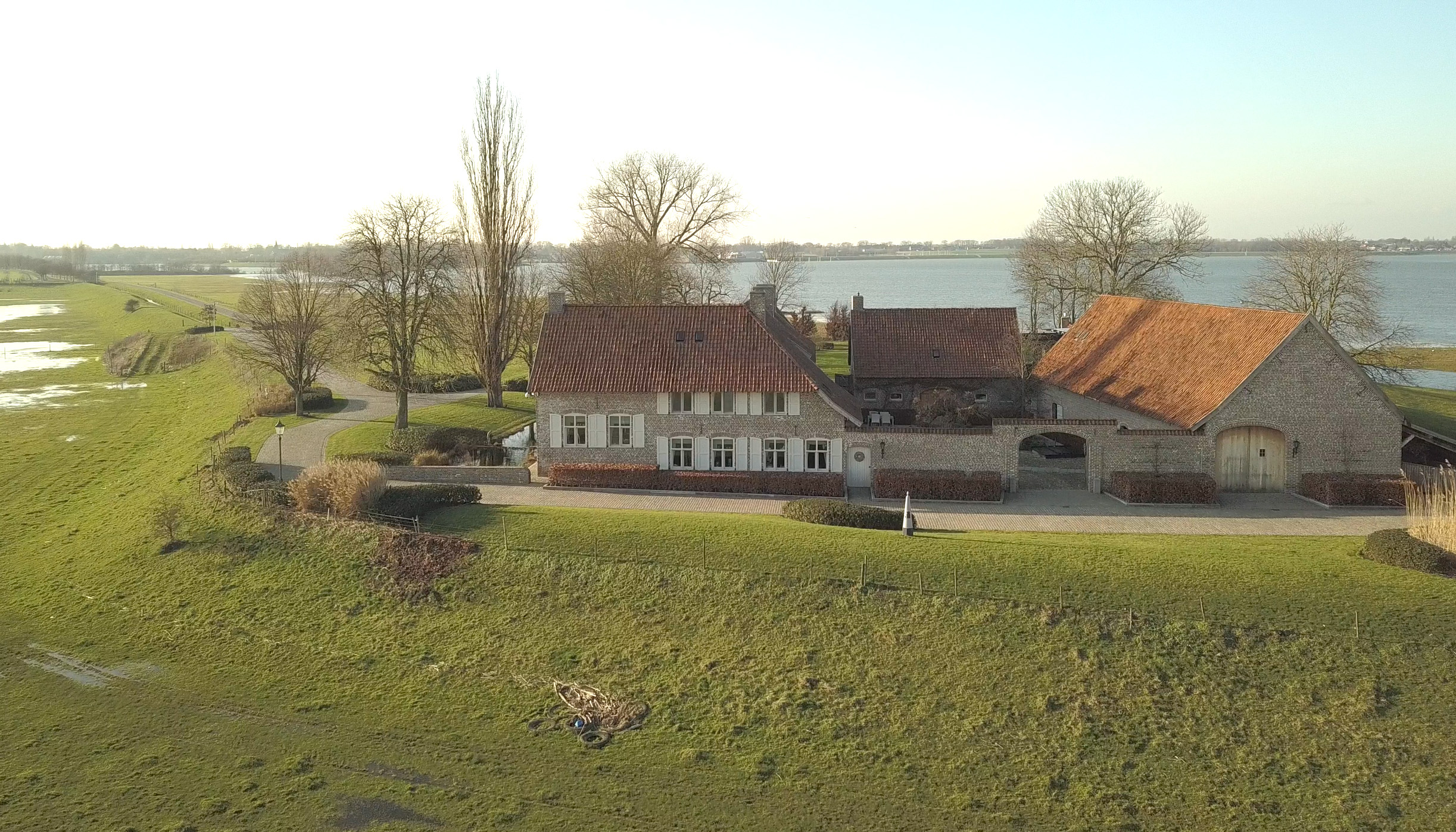
Houbenhof is over de weg uitsluitend bereikbaar via de Maasdijk